# Anlauter
Anlauter er en flod   i   Regierungsbezirkene Mittelfranken og  Oberbayern i den tyske delstat Bayern.  Den har sit udspring  300 meter sydøst for Geyern, løber gennem  Naturpark Altmühltal, og løber efter  25 km ud i Schwarzach, cirka en km fra dennes udløb i  Altmühl ved Kinding i Landkreis Eichstätt .
Ved Anlauter ligger Nennslingen, Titting, Emsing, Erlingshofen und Enkering.
49°00′04″N 11°22′18″Ø / 49.0011°N 11.3717°Ø